# Bohuslavice (Trutnov)

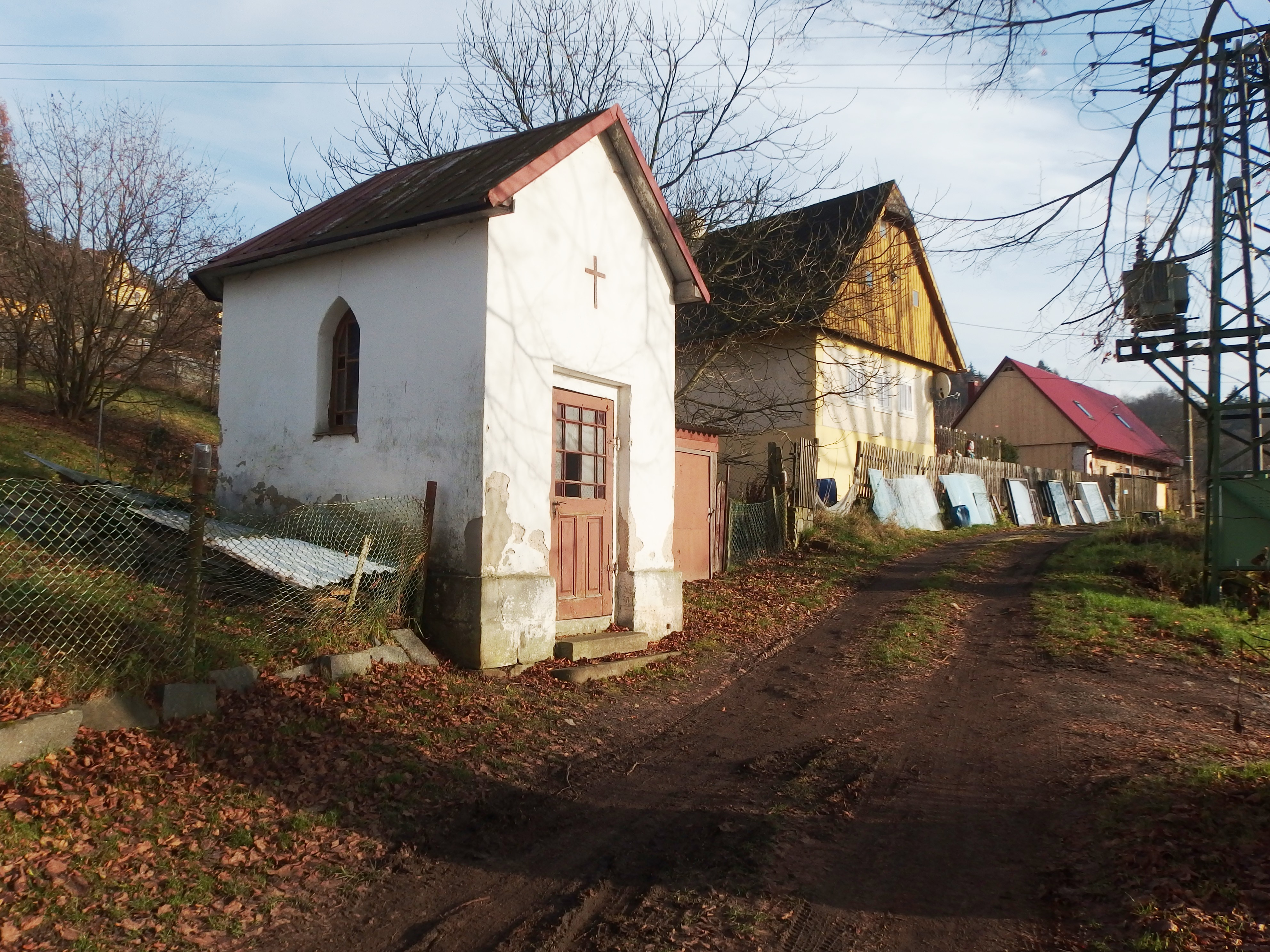
Kapelle in Bohuslavice

Bohuslavice, 1921–1980 Bohuslavice nad Úpou (deutsch Bausnitz) ist ein Ortsteil und Katastralbezirk der Stadt Trutnov in Tschechien. Er befindet sich fünf Kilometer südöstlich des Stadtzentrums von Trutnov und gehört zum Okres Trutnov.

## Geographie
Bohuslavice befindet sich südlich des Habichtsgebirges (Jestřebí hory) im Aupatal. Nördlich erheben sich der Ziegenberg (Čížkovy kameny 631 m), im Südosten der Klůček (495 m), südlich die Písčiny (477 m), im Südwesten die Písčitá výšina (495 m) und nordwestlich der Parschützer Rücken (Poříčský hřbet 521 m). Durch den Ort verläuft linksseitig der Aupa die Bahnstrecke Jaroměř–Lubawka.
Nachbarorte sind Poříčí, Kouty und Lhota im Norden, Markoušovice im Nordosten, Sedmidomí und Starý Sedloňov im Osten, Končiny, Velké Svatoňovice und Suchovršice im Südosten, Adamov im Süden, Luční Domky und Starý Rokytník im Südwesten, Bojiště im Westen sowie Kryblice und Dolní Předměstí im Nordwesten.

## Geschichte
Die erste schriftliche Erwähnung von Bohuslawicze erfolgte 1545. Der Name des Ortes leitet sich vom Personennamen Bohuslav her. Im Jahre 1582 wurde das Dorf als Paußwitz, 1654 als Bauslawicze, 1754 als Bauszlawitz und 1790 als Pausnitz bzw. Bausnicz bezeichnet. Im Jahre 1834 bestand Baußnitz bzw. Paußnitz aus 27 Häusern, darunter eine Mühle und hatte 166 deutschsprachige Einwohner. Katholischer Pfarrort war Alt Rognitz. Seit 1836 war der deutsche Ortsname Bausznitz gebräuchlich. Bis zur Mitte des 19. Jahrhunderts blieb das Dorf zur Herrschaft Nachod untertänig.
Nach der Aufhebung der Erbuntertänigkeit bildete Bausznitz/Bousnice eine Gemeinde im Gerichtsbezirk Trautenau bzw. im Bezirk Trautenau. Der in der zweiten Hälfte des 19. Jahrhunderts eingeführte tschechische Name Bohuslavice verdrängte schließlich die Namensform Bousnice. Seit 1904 lautete der amtliche deutsche Ortsname Bausnitz.
Ab 1921 wurde die Gemeinde im Tschechischen als Bohuslavice nad Úpou bezeichnet. Im Jahre 1930 hatte die Gemeinde mit den Ortsteilen Adamsthal/Adamov und Neu Sedlowitz 533 Einwohner, 1939 waren es 424. Nach dem Münchner Abkommen wurde Bausnitz 1938 dem Deutschen Reich zugeschlagen und gehörte bis 1945 zum Landkreis Trautenau. Im Zweiten Weltkrieg wurde in Bausnitz ein Außenlager des KZ Groß-Rosen errichtet. 1945 kam die Gemeinde zur Tschechoslowakei zurück.
Zum 1. Januar 1981 wurde Bohuslavice nach Trutnov eingemeindet. Der amtlich Namenszusatz nad Úpou wurde nach der Eingemeindung wieder abgelegt; der Katastralbezirk führt ihn jedoch weiterhin. 1991 hatte der Ort 145 Einwohner. Im Jahre 2001 bestand das Dorf aus 52 Häusern, in denen 127 Personen lebten.

## Wirtschaft
Am nördlichen Ortsausgang von Bohuslavice befindet sich die zentrale Kläranlage der Stadt Trutnov, an die das Dorf jedoch nicht angeschlossen ist, da es tiefer liegt. Westlich des Ortes liegt die Mülldeponie von Trutnov.

## Ortsgliederung
Der Katastralbezirk Bohuslavice nad Úpou umfasst die Ortsteile Adamov und Bohuslavice.

## Sehenswürdigkeiten
- Kapelle
- Čížkovy kameny